# تیساجنلکلوسل
تیساجن‌لِکلوسِـل (انگلیسی: Tisagenlecleucel) درمانی است که برای «لوسمی حاد لنفاوی لنفوسیت بی» (B-Cell ALL) به کار می‌رود و در آن، از لنفوسیت‌های تی خودِ بدن فرد مبتلا، برای مبارزه با سلول‌های سرطانی استفاده می‌شود.
ابتدا لنفوسیت‌های تی فرد را از بدنش خارج کرده و با استفاده از مهندسی ژنتیک، نوع خاصی از گیرنده سطحی کایمریک اختصاصی با اجزایی از گیرنده لنفوسیت تی و پادتن‌های خاص علیه یک پروتئین سلول‌های سرطانی را می‌سازند و سپس آنرا دوباره به بدن فرد تزریق می‌کنند. لنفوسیت‌های تی را به‌گونه‌ای مهندسی می‌کنند تا مولکول CD19 را بر سطح لنفوسیت‌های بی هدف قرار دهد. سلول تی کایمریک گیرنده آنتی‌ژن بر سطح لنفوسیت‌های تی ظاهر می‌شود.
این درمان نخستین بار در دانشگاه پنسیلوانیا به‌وجود آمد و شرکت دارویی نوارتیس آنرا تکمیل کرد و مجوز رسمی برای پخش و بازاریابی آن را از سازمان غذا و داروی آمریکا دریافت داشت. در اوت ۲۰۱۷، این درمان نخستین روش تأیید شده درمانی در ایالات متحده آمریکا بود که برخی از مراحل ژن‌درمانی را در خود داشت.
این روش ۴۷۵/۰۰۰ دلار آمریکا هزینه دارد و یک‌بار تجویز می‌شود. شرکت نوارتیس مدعی است که این روش درمانی، ارزان‌تر از برخی روش‌های پیوند مغز استخوان است و هزینهٔ آنرا در صورتی که پاسخ درمانی مناسبی مشاهده نشود، از بیماران نخواهد گرفت.

## موارد مصرف
تیساجن‌لِکلوسِـل در حال حاضر برای درمان لوسمی حاد لنفاوی و همچنین لنفوم بزرگ سلول بی منتشر عودکرده یا مقاوم‌به‌درمان به‌کار می‌رود.

## عوارض جانبی
یکی از عوارض این روش درمانی، سندرم آزادسازی سیتوکین است.

## تولید
ساخت و ایجاد این دارو برای هر فرد، یک فرایند ۲۲ روزه است که طی آن، لنفوسیت‌های تی آن شخص را جدا و خالص‌سازی می‌کنند و سپس با استفاده از یک ویروس، ژن خاصی را به درون ژنوم سلول تزریق می‌کنند. این ژن خاص، سلول تی کایمریک گیرنده آنتی‌ژن (CAR) را کُدگذاری می‌کند که سلول‌های سرطانی خون را هدف قرار می‌دهد. این سلول‌ها از دومِـین 4-1BB در سلول تی کایمریک گیرنده آنتی‌ژن استفاده کرده و پاسخ‌دهی و عملکرد آنرا ارتقا می‌دهد.